# Ахмад ибн Мухаммед Аль Халифа
Шейх Ахмад ибн Мухаммед Аль Халифа (Ахмад I) (араб. أحمد بن محمد بن خليفة‎ ; около 1725—1795), — глава правящей королевской династии в Бахрейне, находящейся у власти с 1783 года, первый монарх или хаким (властитель) страны (1783—18 июля 1795). Основатель Бахрейна.

## Биография
Родился в Кувейте в первой половине XVIII века. Второй сын шейха Мухаммада бин Халифы бин Мухаммада аль-Утуби, Аль-Шойуха и вождя Аль-Зубарры, в Катаре от его второй жены из клана Бинали из Фурейхи, Катар.
Все последующие монархи Бахрейна из этой династии ведут своё происхождение от Ахмада ибн Мухаммеда ибн Халифы. Его также называют Ахмадом аль-Фатехом (Ахмадом Завоевателем) за завоевание Бахрейна в 1783 году.
Шейх Ахмад, благодаря своему успешному завоеванию Бахрейна восстановил арабскую независимость и суверенитет Бахрейна. Он базировался в Аль-Зубаре на Катарском полуострове, анклаве и городе-государстве, построенном его отцом после его отъезда из Кувейта. Шейх Ахмад назначил смотрителя Аджаджа, чьи потомки до сих пор живут в Бахрейне, в форте Аль-Диван. Назначил своего родственника Али бин Фариса управлять Бахрейном от его имени. Что касается его бывшего противника Насира ибн Мадкура, который в осаждал Аль-Зубару, он позволил ему без всякого вреда отплыть обратно в Бушир в Персии.
Семья Ахмада правила в Катаре. Когда Ахмад пришёл к власти, он также взял в свои руки бразды правления в Бахрейне. В XIX веке семья утратила власть над Катаром. В настоящее время династия правит в Бахрейне.

## Сыновья
- Шейх Салман ибн Ахмад Аль-Халифа
- Шейх Абдалла ибн Ахмад Аль Халифа
- Шейх Юсуф ибн Ахмад Аль Халифа
- Шейх Мухаммад ибн Ахмад Аль Халифа